# Kapalong
Kapalong est une municipalité de la province du Davao du Nord, aux Philippines.
Sa population est de 68 261 habitants au recensement de 2010 sur une superficie de 830 km2, subdivisée en 14 barangays.